# Characodoma mamillatum
Characodoma mamillatum är en mossdjursart som först beskrevs av Giuseppe Seguenza 1880.  Characodoma mamillatum ingår i släktet Characodoma och familjen Cleidochasmatidae. Inga underarter finns listade i Catalogue of Life.